# عیوب حجمی
اکثر جامدات در ساختار شبکه کریستالی خود دارای نظم کامل نیستند؛ شرایط ساخت و انجماد مواد موجب ایجاد عیوب شبکه کریستالی (Crystal defects) می‌شود. یک کریستال ایده‌آل دارای آرایش تناوبی سه بعدی از نقاط است هر گونه انحراف از آرایش کامل اتم‌ها در یک بلور، نقص بلوری نامیده می‌شود. نقص کریستالی یک بی‌نظمی شبکه است که می‌تواند به صورت نقطه‌ای، خطی، سطحی یا حجمی باشد.
عیوب کریستالی را می‌توان به دو گروه عیوب میکروسکوپی، که قابل دیدن با چشم غیر مسلح نیستند و عیوب ماکروسکوپی که به مراتب بزرگتر از عیوب میکروسکوپی هستند؛ تقسیم کرد.

## تعریف عیوب حجمی

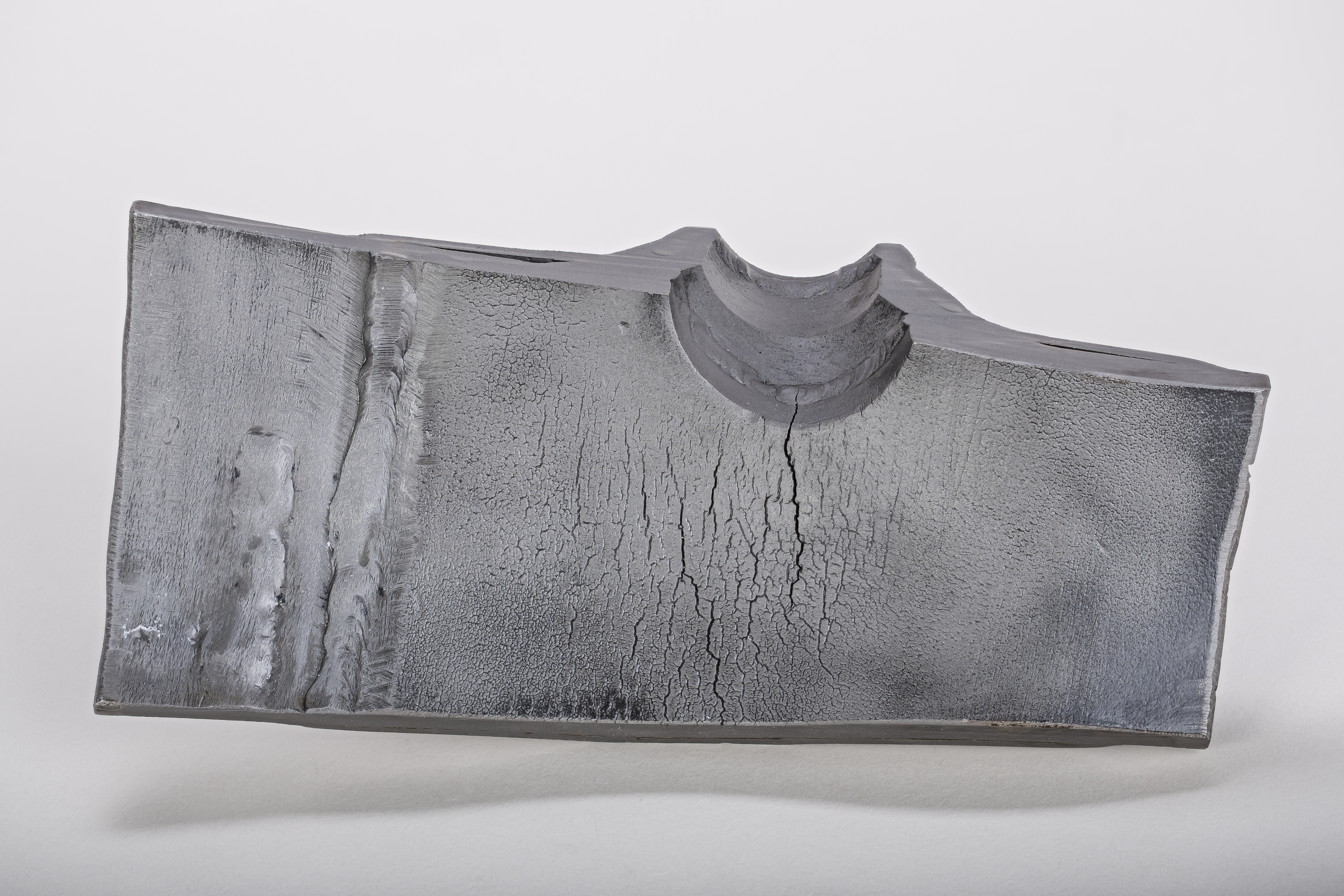
ترک ناشی از خوردگی تنشی که بر اثر کشش ایجاد شده توسط جوشکاری نامناسب ایجاد شده‌است.

به عیوب ماکروسکوپی سه بعدی، عیوب حجمی می‌گویند. این دسته از عیوب معمولاً در مقیاس بسیار بزرگتر از نقص‌های میکروسکوپی رخ می‌دهند. عیوب حجمی ماکروسکوپی عموماً در طی پالایش از حالت خام یا در طی فرآیندهای ساخت در یک ماده ایجاد می‌شوند.
این عیوب می‌توانند شامل انواع ترک‌ها، منافذ، حفره‌ها و سایر فازهای ایجاد شده درون ماده باشند.
کنار هم قرار گرفتن عیوب نقطه‌ای، مانند نقص جای خالی(Vacancy defect) و عناصر بین نشینی(Interstitial defect)، مانند کربن، می‌توانند عیوب حجمی را ایجاد کنند. ابعاد این عیوب می‌تواند از مقیاس نانو تا میکرون و بسیار بزرگتر نیز متغیر باشد. منافذ زمانی می‌توانند ایجاد شوند که مجموعه ای از عیوب نقطه ای با هم ترکیب شوند و یک نقص سه بعدی را تشکیل دهند. این در حالی است که اثرات نوترون و سایر تشعشعات می‌تواند حباب‌های پر از گاز (He) را به ویژه در فلزات و آلیاژها ایجاد کند. این حفرات خالی یا پر از گاز هلیم اثرات چشمگیری بر خواص و عملکرد مواد دارند. علاوه بر انواع حفرات، رسوبات یا ذرات پراکنده موجود در ماده نیز می‌توانند به روش‌های مشابه عیوب نقطه‌ای توسط پدیده‌های انتشاری، انواع رسوبات فاز ثانویه را ایجاد کنند.

## انواع عیوب حجمی
۴ مورد اصلی از عیوب حجمی در ادامه بررسی می‌شود:
- ذرات رسوب کننده (Precipitates)

رسوبات ذرات کوچکی هستند که که در حین انجام واکنش‌های حالت جامد به ساختار بلور وارد می‌شوند. این رسوبات با عمل به عنوان مانعی در برابر حرکت نابجایی‌ها باعث افزایش استحکام در ساختار آلیاژها می‌شوند. میزان اثر بخشی این رسوبات در افزایش استحکام به نحوه چینش اتم‌ها، نحوه قرارگیری و توزیع نابجایی‌ها در ریز ساختار بستگی دارد.
- ذرات فاز ثانویه (Second-phase particles)

ذرات فاز ثانویه می‌توانند در اندازه‌های مختلف از یک میکرون تا یک سانتی‌متر تفاوت داشته باشند.. این ذرات عمدتاً در ریزساختار نفوذ می‌کنند. ذزات فاز ثانویه، عمدتاً ذراتی با اندازه‌های بزرگتر نسبت به فاز اولیه می‌باشند. این ذرات علاوه بر تأثیر بر خواص فاز اولیه، به عنوان یک فاز جداگانه عمل می‌کنند.
ذرات فاز ثانویه می‌توانند رسوبات بزرگ، دانه یا در ابعاد کوچکتر نیز باشند که درون ریزساختار توزیع شده‌اند. هنگامی که یک ریزساختار حاوی یک فاز ثانویه نیز باشد، خواص آن مانند سختی مکانیکی و رسانایی الکتریکی مستقل از فاز ثانویه نبوده و به هر دو فاز وابستگی دارد. پیرسختی یا رسوب سختی فرایندی است که با کمک ذرات فاز ثانویه سختی یک آلیاژ افزایش می‌یابد.
- حفره‌ها (voids)

حفره‌ها (voids or pores) در اثر گازهایی که در حین انجماد به دام افتاده‌اند یا در اثر تراکم فضاهای خالی در حالت جامد ایجاد می‌شوند. حفره‌ها اغلب جزو نقص‌های نامطلوب به‌شمار می‌روند. وجود حفره‌ها در مواد کریستالی یا غیر کریستال منجر به کاهش استحکام مکانیکی می‌شود و مواد را مستعد از بین رفتن می‌کند.
- ناخالصی‌ها

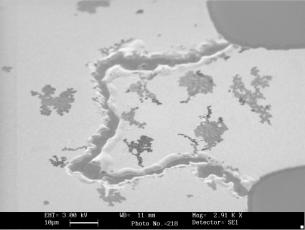
وجود حفرات در یک ماده در اثر مهاجرت الکترونی

آخال‌ها از نظر اندازه از چند میکرون تا ابعاد ماکروسکوپی متفاوت هستنداین مواد نسبتاً بزرگ عمدتاً خواص نامطلوبی به همراه دارند که یا به صورت کثیفی یا در اثر ته‌نشینی مواد وارد سیستم می‌شوند. این ناخالصی‌ها تأثیرات مخربی بر استحکام ساختار آلیاژها دارند، زیرا عمدتاً مکان‌های قرارگیری این مواد به محل‌هایی مناسب برای شکست ماده تبدیل می‌شود.
غالباً وجود آخال‌ها در دستگاه‌های میکروالکترونیک بسیار مضر است، زیرا این مواد با مداخله در ساختار و هندسه قطعه عملکرد آن را مختل ساخته و با ایجاد خواص نامطلوب خواص الکتریکی قطعه را تغییر می‌دهد.

## کاربردهای عیوب حجمی
برخلاف مطالب ذکر شده این عیوب کاربردهای گسترده‌ای در صنعت دارند که در ادامه به دو نمونه اشاره می‌شود.
- فوم‌های فلزی

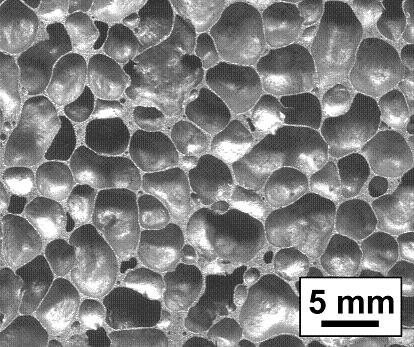
حفرات موجود در یک فوم فلزی

فوم‌های فلزی موادی با استحکام و سختی بالا و جرم و چگالی بسیار پایین هستند. این مواد در پی تلاش دانشمندان برای ایجاد تخلخل در فلزات تولید شدند. تخلخل موجود در این مواد نمونه‌ای از حفره‌ها و عیوب حجمی است که با توجه به ویژگی‌های جذب صوت، ضربه و ارتعاش برای کاربردهای خاصی مانند عایق صوتی و سپر خودرو استفاده می‌شوند.
از آلومینیوم به عنوان اولین و اصلی‌ترین ماده برای ساخت فوم‌های فلزی یاد می‌شود. امروزه از فوم آلومینیومی در صنایع مختلفی از جمله خودروسازی و صنایع فضایی استفاده می‌شود.
- ایمپلنت دندانی

یکی دیگر از کاربردهای عیوب حجمی تولید انواع ایمپلنت‌های دندانی است. با توجه به ساختار و حفرات موجود در استخوان فک برای ایجاد سازگاری و جلوگیری از تحلیل استخوان فک حفراتی درون ساختار ایمپلنت شکل می‌گیرد تا تطابق بیولوژیکی بیشتری با استخوان فک داشته باشد.

## عیوب حجمی در طبیعت

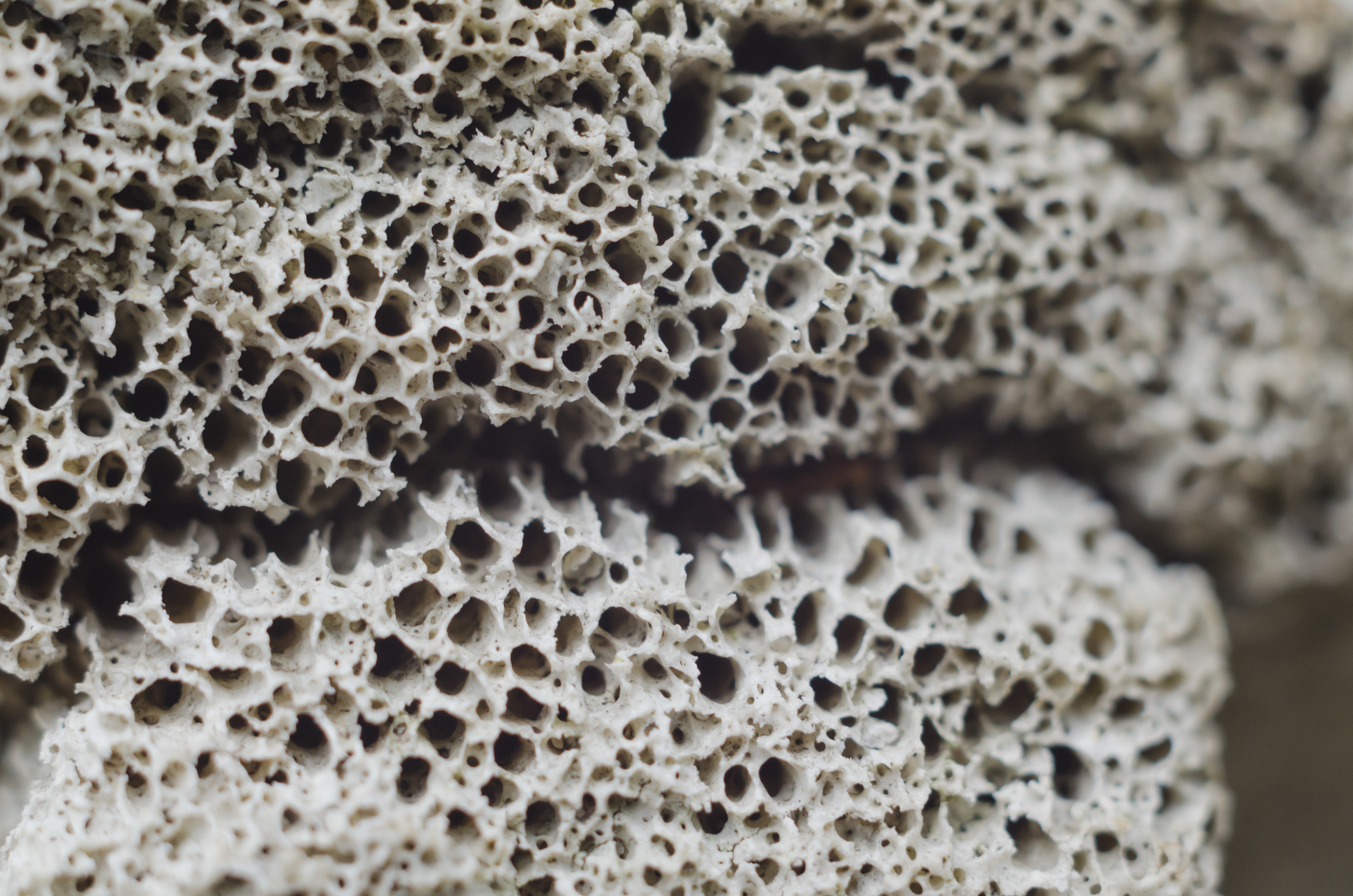
بافت اسفنجی استخوان

علاوه بر مواد ساختگی در بسیاری از مواد موجود در طبیعت نیز عیوب حجمی یافت می‌شوند. استخوان یک مثال طبیعی است که در ساختار خود دارای حفرات است. استخوان‌ها به دو دسته متراکم و اسفنجی تقسیم می‌شوند. قسمت داخلی استخوان‌ها را بافت بسیار متخلخلی به نام بافت «استخوانی اسفنجی» (Spongy Bone Tissue) تشکیل می‌دهد. شبکه متخلخل این بافت باعث شده وزن کلی اندام استخوان سبک‌تر شود. بافت استخوان اسفنجی ۲۰ درصد از کل استخوان را به خود اختصاص می‌دهند، اما تقریباً سطحی ۱۰ برابر بزرگ‌تر از سطح استخوان‌های متراکم را دربردارند.

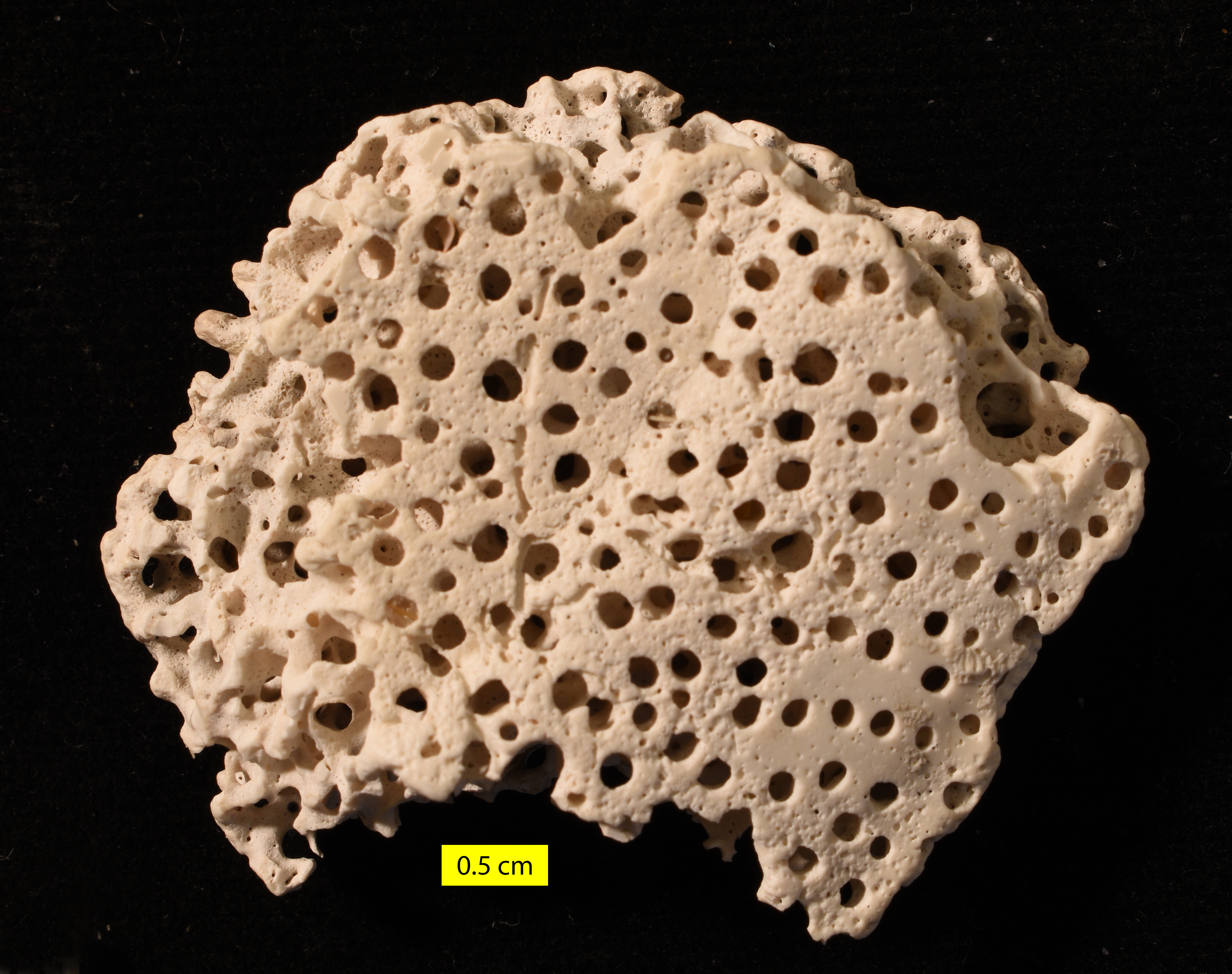
حفرات متصل در اسفنج دریایی

اسفنج دریایی یکی از انواع بی‌مهرگان است که در دریاها زندگی می‌کند. ساختار بدنی این جانوران، یک توده توخالی شامل حفرات حجمی متصل به یکدیگر است که تغذیه و تنفس اسفنج توسط جریان آب در این حفرات انجام می‌شود. در ساختار بدن این شبه‌جانور دریایی می‌توان کاربردهای طبیعی عیوب حجمی را مشاهده کرد.